# Lattepanda

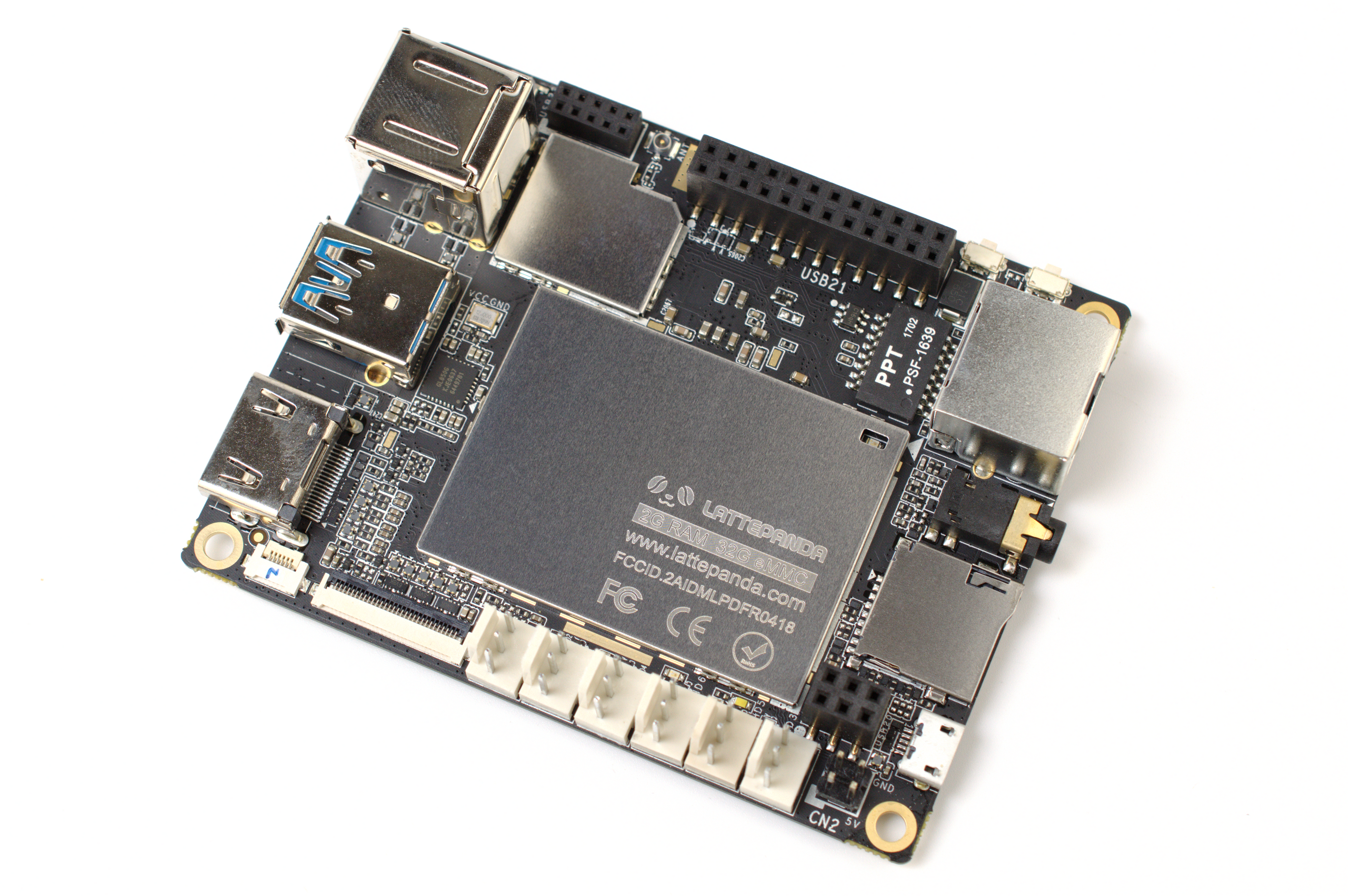
LattePanda

Der Lattepanda ist ein Einplatinencomputer, der vom chinesischen Unternehmen DFRobot entwickelt wurde. Ziel war ein 45-₤-Computer mit Windows-10-Kompatibilität. Die neuen Lattepandas Alpha 800 und Alpha 864 sind die verbesserte Version des Vorgängers. Auf diesen laufen auch Linux und inoffiziell Android.

## Hintergrund
Die Projektfinanzierung fand über die Plattform Kickstarter vom 2. Dezember 2015 bis 16. Januar 2016 statt. Das Kampagnenziel von 100.000 ₤ wurde übertroffen und schloss mit 442.736 £ von insgesamt 4.060 Unterstützern ab.

## Hardware
Die zwei Versionen des Lattepanda besitzen folgende Eigenschaften:
|                           |                           | Standardversion                            | Enhanced                                   |
| ------------------------- | ------------------------- | ------------------------------------------ | ------------------------------------------ |
| Preis in US$              | Preis in US$              | 109                                        | 139                                        |
| CPU                       |                           |                                            |                                            |
| Typ                       | Intel Atom x5-Z8300       | Intel Atom x5-Z8300                        |                                            |
| Befehlssatz               | AMD64, i386, x86          | AMD64, i386, x86                           |                                            |
| Kerne                     | 4                         | 4                                          |                                            |
| Threads                   | 4                         | 4                                          |                                            |
| Takt                      | 1,44 GHz                  | 1,44 GHz                                   |                                            |
| Architektur               | Intel Cherry Trail        | Intel Cherry Trail                         |                                            |
| GPU Typ                   | GPU Typ                   | Intel Gen8 1080p60 HEVC decode, H.264, VP8 | Intel Gen8 1080p60 HEVC decode, H.264, VP8 |
| Videoausgabe              | Videoausgabe              | HDMI                                       | HDMI                                       |
| Arbeitsspeicher in MB     | Arbeitsspeicher in MB     | 2048                                       | 4096                                       |
| Nicht-flüchtiger Speicher | Nicht-flüchtiger Speicher | 32 GB & SD-Kartenleser                     | 64 GB & SD-Kartenleser                     |
| USB-Anschlüsse            | USB-Anschlüsse            | 2 × USB 2.0 / 1 × USB 3.0                  | 2 × USB 2.0 / 1 × USB 3.0                  |
| Netzwerk                  | Netzwerk                  | 10/100-MBit-Ethernet                       | 10/100-MBit-Ethernet                       |

Die neuen Lattepandas verfügen über einen stromsparenden M3 Notebook-Prozessor mit 2,56 GHz, 8 GB RAM, 3 USB 3.0 Anschlüsse, 1 Gbit-Ethernet-Port, einen USB-C-Anschluss, einen Fullsize-HDMI-Anschluss und einen PCI-Express-(Mini)-Anschluss (für z. B. externe Grafikkarten o. ä.). Der Alpha 864 hat ebenso 64 GB onboard-Speicher mit wahlweise aktiviertem Windows 10 Pro. Der 800 und der 864 sind mit einer Micro-SD-Karte bis zu 128 GB erweiterbar.

## Leistungsaufnahme
Die Netzversorgung findet über Micro-USB statt, das nicht im Lieferumfang befindliche Netzteil muss dabei mindestens 2 Ampere liefern können.

## Sensoren
Der Lattepanda ist kompatibel mit Sensormodulen aus der DFRobot Gravity Serie. Es können standardmäßig bis zu 6 Module parallel betrieben werden.
Auswahl der Sensoren:
- Bewegungssensor
- Gassensor (LPG, Isobutan, Propan, Methan, Wasserstoff)
- Sensor für Wärmestrahlung (760 nm – 1100 nm)
- Temperatursensoren für Temperaturbereiche von −55 bis 350 °C
- Phototransistor (1 – 1000 Lux)
- Stoßsensor (Endschalter)